# Malnutricija
Malnutricija se može definirati kao neravnoteža unosa energije, proteina i drugih nutrijenata koja dovodi do mjerljivih nepoželjnih učinaka na tkivima i tjelesnim funkcijama.
Malnutricija je vrlo česta među starijim osobama gdje je postala vrlo ozbiljan problem i grube procjene kažu da jedna trećina Europljana starijih od 65 godina pati od ovog stanja. Malnutricija nije isto što i pothranjenost koja je posljedica manjka energije, proteina i drugih nutrijenata, također, malnutricija nije uvijek u vezi s preniskom tjelesnom masom; od malnutricije mogu patiti i gojazne osobe.
Zbog ovakvog stanja, u Europi se već započelo s nekoliko projekata. Inicijativa pokrenuta prije 3 godine u Finskoj dala je dobre rezultate: obogaćivanje mliječnih proizvoda vitaminom D iznad dotadašnje razine je rezultiralo povećanim prosječnim unosom ovog vitamina medu starijim osobama.
Malnutricija se uz opstrukciju i perforaciju javlja kao komplikacija Crohnove bolesti.

## Vanjske poveznice
- www.cybermed.hr – Što je malnutricija?
- MSD priručnik dijagnostike i terapije: Bjelančevinsko-energetska malnutricija